# ISAD(G)
A ISAD(G) – General International Standard Archival Description, ou Norma Geral Internacional de Descrição Arquivística – é uma norma desenvolvida pelo Conselho Internacional de Arquivos (CIA) que estabelece directrizes gerais para a descrição arquivística, devendo ser usada em conjunto com normas ou recomendações nacionais existentes em cada país.

## História
Os primeiros esboços da norma desenvolveram-se em 1988 com o suporte da UNESCO.
Em 1990 foi desenvolvida uma primeira versão pela Comissão Ad-Hoc para as Normas de Descrição (ICA/DDS), que mais tarde se tornou um comité permanente no Congresso Internacional de Arquivos realizado em Pequim (China), em 1996. Esta primeira versão foi publicada em 1994.
Nesse mesmo ano, o Comité de Normas de Descrição assumiu o processo de revisão, já anunciado na primeira versão, da ISAD(G) como principal tarefa a realizar entre 1996-2000. A revisão foi concluída na terceira reunião plenária do Comité, em Estocolmo (Suécia), e impressa no início do ano 2000. Em Setembro de 2000, a segunda versão foi disponibilizada para todos os interessados no XIV Congresso Internacional de Arquivos, em Sevilha (Espanha).

## Objectivos
- Assegurar a produção de descrições consistentes, apropriadas e auto-explicativas;
- Facilitar a recuperação e troca de informação sobre documentos de arquivo;
- Possibilitar a partilha de dados de autoridade;
- Tornar possível a integração de descrições provenientes de diferentes entidades detentoras num sistema unificado de informação.

## Princípios Orientadores
- A descrição arquivística baseia-se no respeito pela proveniência e pela ordem original;
- A descrição arquivística é um reflexo da organização da documentação;
- A organização da documentação de arquivo estrutura-se em níveis hierárquicos, relacionados entre si;
- Os níveis de descrição são determinados pelos níveis de organização;
- A descrição arquivística aplica-se a toda a documentação de arquivo, independentemente da sua forma e suporte;
- A descrição arquivística aplica-se a todas as fases de vida da documentação de arquivo, podendo variar apenas os elementos de informação considerados na descrição, e a exaustividade com que são preenchidos;
- A descrição arquivística aplica-se igualmente a toda a documentação de arquivo, independentemente de ser produzida por uma pessoa colectiva, uma pessoa singular ou por uma família.

## Regras Gerais
- Descrição feita do geral para o particular, com o objectivo de representar o contexto e a estrutura hierárquica do fundo e das partes que o compõem;
- Informação pertinente para o nível de descrição, com o objectivo de representar com rigor o contexto e o conteúdo da unidade de descrição;
- Ligação entre descrições, com o objectivo de tornar explícita a posição da unidade de descrição na hierarquia;
- Não repetição da informação, com o objectivo de evitar redundância de informação em descrições arquivísticas hierarquicamente relacionadas.

## Sete Zonas de Informação Descritiva e Elementos Associados
1) Zona de identificação;
- Código(s) de referência;
- Título;
- Data(s);
- Nível de descrição;
- Dimensão e suporte.

2) Zona de contextualização;
- Nome(s) do(s) produtor(es);
- História administrativa/biográfica;
- História custodial e arquivísica;
- Fonte imediata de aquisição ou transferência.

3) Zona de conteúdo e estrutura;
- Âmbito e conteúdo;
- Avaliação, selecção e eliminação;
- Ingresso(s) adicional(ais);
- Sistema de organização.

4) Zona de condições de acesso e de uso;
- Condições de acesso;
- Condições de reprodução;
- Idioma/Escrita;
- Características físicas e requisitos técnicos;
- Instrumentos de descrição.

5) Zona de fontes relacionadas;
- Existência e localização de originais;
- Existência e localização de cópias;
- Unidades de descrição relacionadas;
- Notas de publicação.

6) Zona de notas;
- Notas.

7) Zona de controlo da descrição.
- Nota do(s) arquivista(s);
- Regras ou convenções;
- Data(s) da(s) descrição(ões).

## Relação com Outros Documentos Normativos
- Para o registo de autoridades arquivísticas, o CIA desenvolveu a ISAAR(CPF) - norma internacional de registo de autoridade arquivística para pessoas colectivas, pessoas singulares e famílias;
- Para a utilização de vocabulários controlados existe a ISO 5963 (Methods for examining documents, determining their subject, and selecting indexing terms), a ISO 2788 (Guidelines for the establishment and development of monolingual thesauri) e a ISO 999: (Guidelines for the content, organization and presentation of indexes);
- Para o intercâmbio de informação descrita segunda a ISAD(G), a Biblioteca do Congresso e a Society of American Archivists desenvolveram a norma EAD - Encoded Archival Description;
- Para a aplicação nacional, no caso de Portugal, a ISAD(G) deverá ser aplicada em conjunto com as Orientações para a Descrição Arquivística – ODA.